# Łukasz Jeleniewski
Łukasz „Luk” Jeleniewski (ur. 13 września 1977 w Pile) – polski muzyk rockowo-jazzowy, perkusista. Członek zespołów Lipali i Tuff Enuff.

## Życiorys
Karierę muzyczną rozpoczął w 1995, grając na kondze w gdańskim, półprofesjonalnym zespole Czekolada. Trzy lata później, w roli perkusisty dołączył do trójmiejskiej formacji IMTM (I’m Thirsty Mum), prezentującej w owym czasie nurt latin jazz i acid jazz.
Począwszy od 1998 zaczął udzielać się gościnnie w występach zespołów: Blenders, Paragraf 22, Arythmic Brain. Współpracował również z Katarzyną Gaertner, Filipem Siejką, Jerzym Mazzollem. Uczestniczył ponadto w projektach muzycznych didżejów: Tony’ego, Romera, Kiewicza oraz Fresha. Koncertował między innymi w Danii, Holandii, Niemczech, Francji i na Węgrzech, supportując Oasis, Tab Two, Us3, Napalm Death.
W 2000 został zaproszony do współpracy przez Tomasza Lipnickiego nad jego solowym projektem Lipali. Jako muzyk sesyjny Jeleniewski nagrał z Lipnickim płytę Li-pa-li. Solowy projekt Lipy przerodził się potem w zespół o tej samej nazwie, w którego oficjalny skład wszedł również Łukasz Jeleniewski. W 2004 nagrał z zespołem Lipali płytę Pi.
Po reaktywacji grupy Tuff Enuff pełnił w nim zastępczo funkcję perkusisty podczas koncertów, a następnie został pełnoprawnym członkiem zespołu.

## Dyskografia
Single
- 1998 IMTM – Kiedy powiesz, że chcesz (Pomaton EMI)

Kompilacje
- 1999 Tribute to Depeche Mode – IMTM
- 2000 Midem Cannes 2000 – IMTM, Parapetówa, Terapia dell' amore, Zrób to, Suita, Grzeszny
- 2001 Pozytywne wibracje, vol.4 – IMTM, Parapetówa, Zrób to
- 2001 Radio Polonia, New York – IMTM
- 2005 Pinacolada – IMTM, Terapia dell' amore

Gościnnie
- 2007 Patrycja Markowska –  Świat się pomylił  (EMI music)